# Stefano Munafò
Stefano Munafò (Rodì Milici, 6 febbraio 1938) è un dirigente d'azienda e produttore televisivo italiano, direttore di Rai Fiction dal 1998 al 2002.

## Biografia
Laureato, con 110 e lode, in Scienze Politiche all'Università La Sapienza di Roma. È stato assistente universitario di Dottrina dello Stato nella cattedra di Arnaldo Volpicelli. Entrato in Rai nel 1969, collaborò, come programmista interno, al film per la televisione Socrate di Roberto Rossellini e subito dopo alla serie Storie dell'emigrazione di Alessandro Blasetti.
Nel 1974 cura il documentario Rai Il Re e i generali sono fuggiti a Brindisi .
Dopo il 1975 partecipò alla trasformazione da Secondo Canale a Raidue, come capo servizio ed in particolare come curatore responsabile, per svariati anni, della rubrica culturale Primo Piano. Sul finire degli anni ‘80 passò a Raitre , dove sotto la direzione di Angelo Guglielmi, divenne capo-struttura per il cinema e si specializzò in particolare nelle coproduzioni cinematografiche di giovani autori, tra cui Nuovo Cinema Paradiso di Giuseppe Tornatore, coprodotto con Franco Cristaldi e vincitore dell'Oscar. Ritornato a Raidue, come capo struttura per il cinema e la fiction, co-produsse con Angelo Rizzoli Il ladro di bambini di Gianni Amelio, Gran Premio della Giuria a Cannes e La condanna di Marco Bellocchio, Orso d'Argento a Berlino. Nel settore specifico della fiction, lanciò, insieme con Enzo Tarquini, varie serie tv italiane, tra cui Il maresciallo Rocca, Amico mio, Una donna per amico. Altre serie tv prodotte durante la sua direzione sono Un medico in famiglia, Papa Giovanni, e La meglio gioventù.
Quando, sotto l'impulso di Enzo Siciliano e di Liliana Cavani, la Rai decide di creare per tutte e tre le reti una struttura unitaria per il cinema e la fiction (Rai Cinemafiction), diventa vice di Sergio Silva, per succedergli come direttore di Rai Fiction nel 1998.
Nel luglio del 2002 si dimette dalla Rai in polemica con il direttore generale Agostino Saccà  per iniziare una collaborazione giornalistica, in tema di Tv, prima con Punto-Com e poi come collaboratore fisso con Il Riformista dal 2006 al 2010.

## Pubblicazioni
- Non sono un poeta, Edizioni Portaparole, 2012
- Controvento 2015
- Nella pancia del tempo 2016
- Che la notte mi prenda 2017
- La tenerezza del tempo 2017